# Schweizer Barista Championship
Auf der Schweizer Barista Championship (SBC) messen sich die besten Baristi/Bariste der Schweiz in der Zubereitung von Kaffee-Getränken.
Die Herausforderung der Teilnehmer besteht darin, innerhalb von 15 Minuten jeweils vier Espressi, vier Cappuccini und vier Signature Drinks (Eigenkreationen) zuzubereiten. Diese werden von vier Geschmacksjuroren, zwei Technikjuroren und einem Headjudge nach Geschmack, Aussehen, Technik und dem Gesamteindruck bewertet. Der Sieger der Schweizer Barista Championship ist zur Teilnahme an der World Barista Championship (WBC) berechtigt.
Amtierende Schweizer Barista Meisterin
- 2020 Emi Fukahori

Ehemalige Schweizer Barista Meister
- 2019 Mathieu Theiss
- 2018 Mathieu Theiss[1]
- 2017 André Eiermann
- 2016 Mathieu Theiss[1]
- 2015 Emi Fukahori[2]
- 2014 Nina Rimpl[3]
- 2013 Shem Leupin[4]
- 2012 Philipp Schallberger[5]
- 2011 Michel Jüngling[6]
- 2010 Mathias Bühler
- 2009 Philipp Schallberger
- 2008 Thomas Liebe
- 2007 Anna Käppeli[7][8]
- 2006 Giovanni Meola
- 2005 Kurt Bauer
- 2004 Quintino Sergi
- 2003 Quintino Sergi
- 2002 Ottavia Ciarmoli (als erste Frau)
- 2001 Giovanni Meola
- 2000 Giovanni Meola